# 祥久橋
祥久橋（しょうきゅうはし）は、京都府京都市南区の桂川に架かる橋。

## 概要
約1km上流にかかる久世橋（国道171号久世橋通）の渋滞緩和を目的に「第二久世橋」として建設され、2008年に開通した。全長322.7m、幅22.8mで中央分離帯・歩道（両側）・街路灯付きの往復4車線。街路灯は河川に灯火が漏れにくい形状のものが採用されている。橋の名称は両岸の地名である「吉祥院」と「久世」から1字ずつ取って命名された。西側の交差点で京都府道123号水垂上桂線に、東側の交差点で葛野大路通に接続している。2013年3月末の都市計画道路向日町上鳥羽線の全通までは暫定供用の扱いとして往復2車線に規制され、大型車両等（マイクロバスを除く）は通行禁止となっていた。
- 全長 - 322.7m
- 全幅 - 22.8m
- 形式 - 鋼5径間連続非合成箱桁橋（橋台2基、橋脚4基）
- 総工費 - 約39億円

## 沿革
- 1969年 - 都市計画道路「向日町上鳥羽線」として都市計画決定
- 1989年 - 事業認可
- 1997年 - 着工
- 2008年12月18日 - 開通（暫定供用開始）
- 2013年3月26日 - 全面開通（4車線化と通行規制解除）